# Digitalis thapsi
Digitalis thapsi es una planta de la familia Scrophulariaceae.

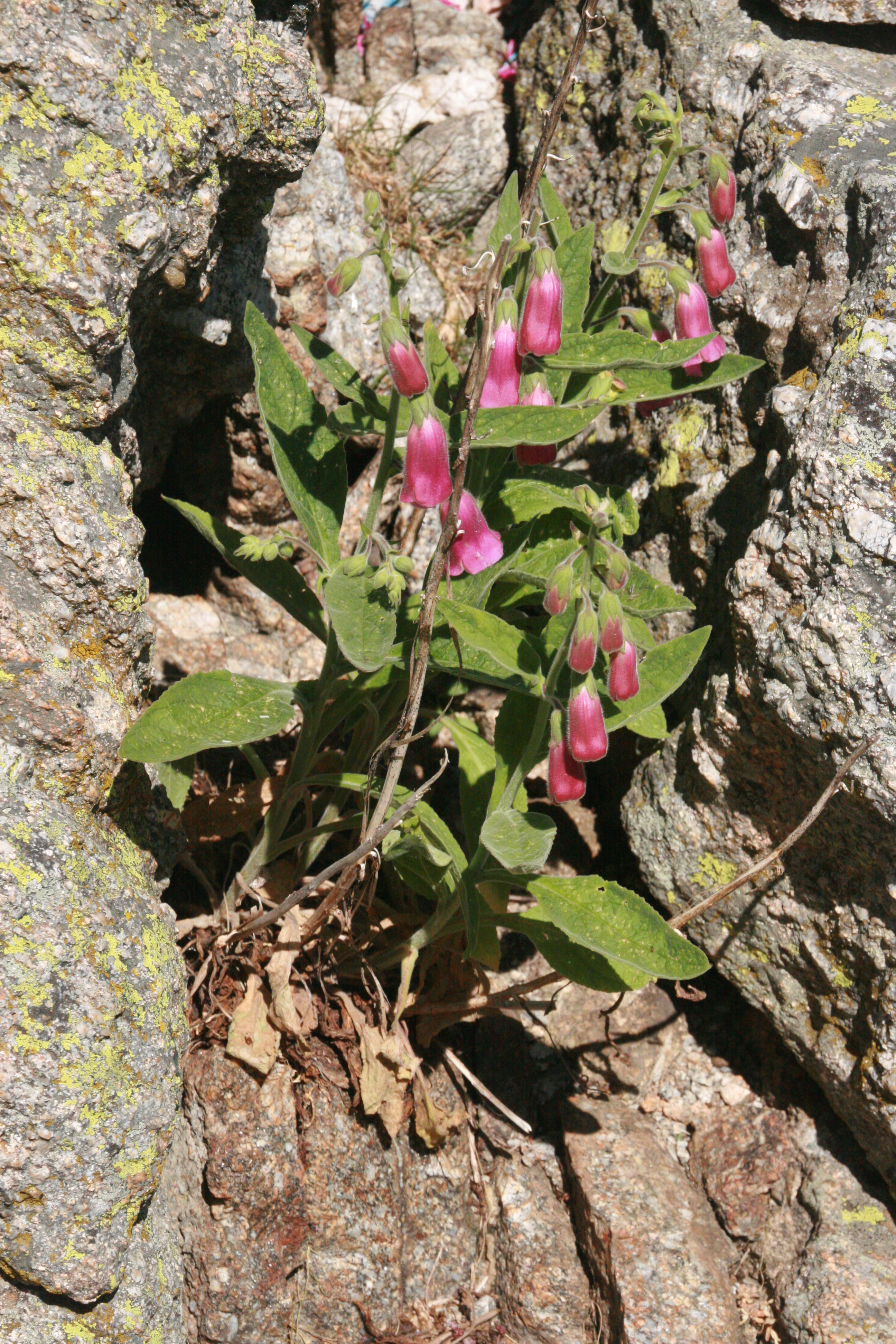
Vista de la planta en su hábitat

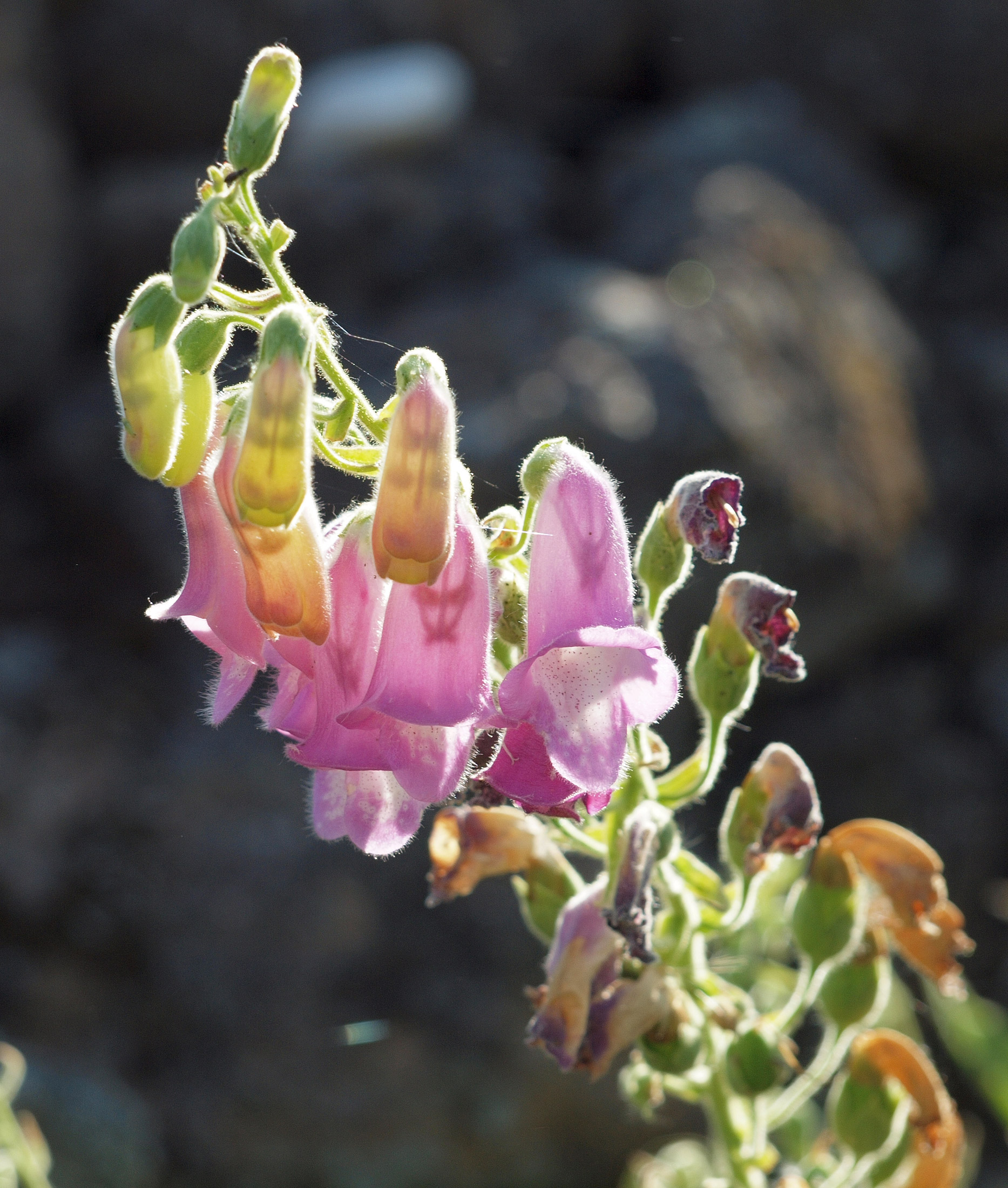
Detalle de las flores

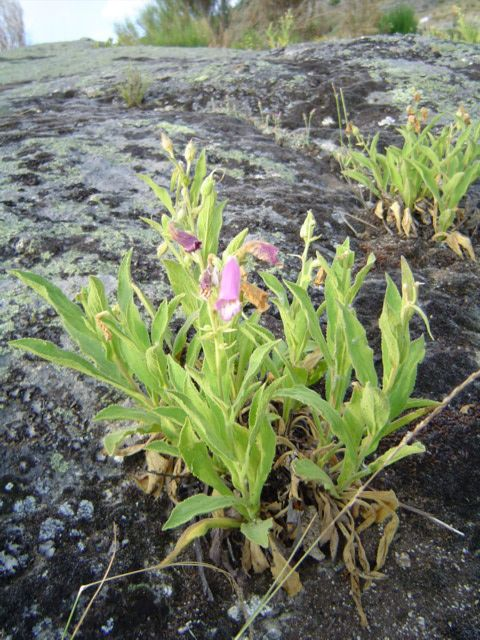
Vista de la planta

## Descripción
Digitalis thapsi L.,  la dedalera es una planta bienal no muy elevada, en torno a unos 60 cm. Las hojas basales ovadas o lanceoladas y con pelos, las superiores lanceoladas. El tallo es pubescente. Flores de color rosado, con manchas por dentro, parecidas a la Digitalis purpurea, colgantes en racimos al final de los tallos.; cáliz con 5 lóbulos; corola en forma de dedal, de color rosado, de hasta 5 cm de longitud, con la parte inferior del interior del tubo maculada y pelosa para servir de guía a las abejas que buscan el néctar del fondo de la flor; 4 estambres. Fruto en cápsulas ovoideas que contienen muchas semillas. Es también una planta muy tóxica. Algunos botánicos la nombran como Digitalis purpurea subsp. thapsi. Florece en primavera y verano.

## Hábitat
Crece en terrenos silíceos,  graníticos, a veces pegada a las rocas, en  vertientes soleadas. No es exclusiva del piso de la encina, ya que también abunda en el piso del melojo.

## Distribución
Es un endemismo de la península ibérica  donde habita en la zona occidental y en el centro. Es muy común en el sistema Central, (sierra de Ávila, La Serrota, Paramera de Ávila, sierra de Gredos).

## Observaciones
Es planta cercana a la dedalera común y posee los mismos alcaloides que ésta. Igual que la dedalera común, es una de las  plantas más apreciadas por sus efectos medicinales, aunque su potente acción estimulante de la actividad cardiaca, hace que su uso familiar deba ser calibrado con prudencia. La regulación de la motilidad del corazón provocada por sus glucósidos ha dado lugar a multitud de investigaciones médicas y en la actualidad son numerosos los fármacos obtenidos a partir de las dedaleras.

## Propiedades
En los estudios, la restricción de los iones de calcio es resultado de la acumulación con cardenolide  en D. thapsi. La cantidad de calcio afecta a las reacciones químicas redox en las células. Sin calcio, se observaron cambios en la función antioxidante  y la actividad catalasa era lenta. En otro estudio, la falta de calcio promueve el crecimiento retardado de la formación de digoxina. El manganeso, en forma de sulfato de manganeso (MnCl), y de litio, en la forma de cloruro de litio (LiCl), también aumentó la concentración de digoxina, pero no afectó el crecimiento.
Cristales de oxalato de calcio y fibras pericíclicas se han aislado de D. thapsi. Estos se consideran de 1,25 a 3 veces más potentes en vista medicinal que las que se encuentran en Digitalis purpurea. Según el botánico holandés Herman Boerhaave, las especies Digitalis son altamente venenosas si se ingiere directamente. Todas las partes son venenosas.

## Taxonomía
Digitalis thapsi fue descrita por Carlos Linneo    y publicado en Species Plantarum 2: 867. 1753.
Etimología
Digitalis: nombre genérico del latín medieval digitalis = la "digital o dedalera" (Digitalis purpurea L., Scrophulariaceae). Según Ambrosini (1666), “se llama Digital porque las flores imitan la forma del dedal (a saber, de la cubierta de los dedos de las mujeres cuando cosen)”.
thapsi: epíteto geográfico que alude a su localización en Tapso en Sicilia.

## Nombres comunes
- Castellano: abiloria (2), abiluria (2), abortones, bacera, beleño, biloria (2), biluria (2), campanilla, cascante, cascaor, chupadera, chupamieles, chupera, cohete, cohetera, cohetes, deales, dedalera (7), dedalera, dedales (3), dedales de niño, dedales purpúreos, dediles, digital, digitalis, emborrachacabras (2), estallones, giloria (3), goldaperra, guadalperra, gualdaperra, gualdaperra, guardaperros (2), hueltaperra, mata de lagartija, mataperla (3), mataperros, rabera, ravera, raéra, restalladera, restralleti, restrallos (2), sabia, tuercecuellos, viloria (4), viluria (3), vueltaperra.(el número entre paréntesis indica las especies con el mismo nombre).[16]